# Bruno Reis (político)
Bruno Soares Reis (Petrolina, 17 de maio de 1977), mais conhecido como Bruno Reis, é um político brasileiro filiado ao União Brasil (UNIÃO). É o atual prefeito de Salvador, tendo sido reeleito em 2024, derrotando Kleber Rosa, candidato do PSOL, ainda em primeiro turno. foi vice-prefeito de Salvador, na chapa de ACM Neto (DEM) e Deputado Estadual pela Bahia por 2 mandatos. fora filiado ao PMDB e ao DEM, partidos que o elegeu vice-prefeito e prefeito de Salvador, respectivamente.
É casado com a enfermeira e estudante de medicina Rebeca Cardoso e tem 4 filhos, Fernanda, Bruno, Beatriz e Breno, sendo apenas o último de seu atual casamento, sendo os demais filhos de seu primeiro casamento com a médica Soraya Campos.

## Biografia

### Ramificação familiar
Petrolinense, filho de Márcia Beatriz Ribeiro Soares Reis e de João Batista Cavalcanti Reis, é hexaneto de José Rodrigues Coelho e heptaneto pela linha paterna do fidalgo português Valério Coelho Rodrigues, um dos desbravadores do interior do Piauí ao longo do Século XVIII, que gerou uma vasta família com descendência que se projeta na política nacional do Brasil até os dias de hoje.

### Carreira política
Ingressou na política no final dos anos de 1990, quando deixou de ser estagiário e passou a ser assessor na Câmara Municipal do Salvador, ainda durante a graduação em Direito. A essa época tornou-se vice-presidente do PFL Jovem na Bahia, quando conheceu ACM Neto e passou a integrar seu grupo político. Quando este se elegeu Deputado Federal nas eleições de 2002, Bruno se tornou seu assessor político. Em 2010 foi eleito Deputado Estadual pela primeira vez, tendo sido reeleito em 2014.
Em 2016 ao lado de ACM Neto (DEM), foi eleito Vice-prefeito de Salvador no primeiro turno, com 73,99% dos votos válidos.
Em 2020, foi eleito como Prefeito de Salvador, tendo como Vice-Prefeita a pedetista Ana Paula Matos. A chapa foi a mais bem votada proporcionalmente entre todas as capitais do país no primeiro turno. A eleição foi considerada por muitos como uma grande vitória, dada a eleição com uma vantagem de mais de 40 pontos percentuais para a segunda colocada, Major Denice Santiago, do PT.

## Desempenho Eleitoral
| Ano  | Eleição               | Cargo             | Partido                                          | Coligação | Titular/Vice                | N°     | Votos  | Votos     | %      | Resultado | Ref.          |
| ---- | --------------------- | ----------------- | ------------------------------------------------ | --- | --------------------------- | ------ | ------ | --------- | ------ | --------- | ------------- |
| 2010 | Estadual da Bahia     | Deputado Estadual | Partido Republicano Progressista PRP             | Luta de Uma Bahia Que Tem Pressa PPS, PSDC, PMN, PRP, PTdoB                                                                   |                             | 44333  | 55.267 | 55.267    | 0,81%  | Eleito    | [ 11 ]        |
| 2014 | Estadual da Bahia     | Deputado Estadual | Partido do Movimento Democrático Brasileiro PMDB | Unidos pela Bahia DEM, PSDB, PMDB, Solidariedade, PRB, PROS, PSC, PPS, PHS, PV, PRP, PSDC, PTC, PTN, PTdoB                    | 15333                       | 89.607 | 89.607 | 1,31%     | Eleito | [ 11 ]    |               |
| 2016 | Municipal de Salvador | Vice-prefeito     | Partido do Movimento Democrático Brasileiro PMDB | Orgulho de Salvador DEM, PMDB, PMB, PSDB, PEN, PHS, PPS, PRB, PSC, PTdoB, PSDC, PTB, PTC, PV, Solidariedade                   | Titular: ACM Neto (DEM)     | 25     | 1°T    | 982 246   | 73,99% | Eleito    | [ 12 ]        |
| 2020 | Municipal de Salvador | Prefeito          | Democratas DEM                                   | Salvador Não Pode Parar DEM, PDT, Republicanos, MDB, Solidariedade, Cidadania, PL, PSL, PSC, Patriota, PSDB, PV, DC, PMN, PTB | Vice: Ana Paula Matos (PDT) | 25     | 1°T    | 779.408   | 64,20% | Eleito    | [ 13 ] [ 14 ] |
| 2024 | Municipal de Salvador | Prefeito          | União Brasil UNIÃO                               | O Trabalho Não Para UNIÃO, PDT, PRD, PL, NOVO, DC, PMB, PRTB, MOBILIZA, Republicanos, PP e Fed. PSDB Cidadania                | Vice: Ana Paula Matos (PDT) | 44     | 1º T   | 1.045.690 | 78,67% | Eleito    | [ 15 ]        |